# Christian Nielsen (atlet)
 For alternative betydninger, se Christian Nielsen. (Se også artikler, som begynder med Christian Nielsen)
Christian Lind Nielsen (født 1991) er en dansk atlet som stiller op for Skive AM.
Christian Nielsen vandt som 19-årig sølv ved inde-DM på 60 meter hæk 2011.
Christian Nielsen trænes af Hans Henrik Aackmann.

## Danske mesterskaber
- 1 Guld 2016 Mangekamp DM

- Bronze 2012 60 meter hæk-inde 8,18
- Sølv 2011 60 meter hæk-inde 8,27
- Bronze 2011 4 x 200 meter-inde 1,32,77

## Personlige rekorder
- 110 meter hæk: 15.68 (+0.3) Uddevalla, Sverige 25. juli 2009